# Férfi 10 méteres szinkronugrás a 2013-as úszó-világbajnokságon
A férfi 10 méteres szinkronugrást július 21-én rendezték meg a 2013-as úszó-világbajnokságon. Reggel volt a selejtező, este a döntő.

## Eredmény
Zölddel kiemelve a döntőbe jutottak
| Helyezés  | Versenyző                                | Nemzetiség | Selejtező | Selejtező | Döntő     | Döntő    |
| Helyezés  | Versenyző                                | Nemzetiség | Pont      | Helyezés  | Pont      | Helyezés |
| --------- | ---------------------------------------- | ---------- | --------- | --------- | --------- | -------- |
| Aranyérem | Sascha Klein Patrick Hausding            | GER        | 433.50    | 2         | 461.46    | 1        |
| Ezüstérem | Viktor Minyibajev Artyom Cseszakov       | RUS        | 409.86    | 4         | 445.95    | 2        |
| Bronzérem | Cao Yüan Csang Jen-csüan                 | CHN        | 460.74    | 1         | 445.56    | 3        |
| 4         | Germán Sánchez Iván García               | MEX        | 427.44    | 3         | 442.86    | 4        |
| 5         | Jeinkler Aguirre José Guerra             | CUB        | 403.68    | 6         | 434.49    | 5        |
| 6         | Olekszandr Horskovozov Dmitro Mesenszkij | UKR        | 406.59    | 5         | 425.52    | 6        |
| 7         | Francesco Dell’Uomo Maicol Verzotto      | ITA        | 376.68    | 8         | 386.25    | 7        |
| 8         | Kim Yeong-Nam Woo Ha-Ram                 | KOR        | 390.18    | 7         | 386.22    | 8        |
| 9         | So Myong-Hyok Kim Sun-Bom                | PRK        | 347.28    | 10        | 376.56    | 9        |
| 10        | Toby Stanley David Bonuchi               | USA        | 360.75    | 9         | 372.84    | 10       |
| 11        | Vadzim Kaptur Yauheni Karaliou           | BLR        | 343.02    | 11        | 356.79    | 11       |
| 12        | Víctor Ortega Juan Ríos                  | COL        | 338.85    | 12        | 354.30    | 12       |
| 16.5      | H09.5                                    |            |           |           | 00:55.635 | O        |
| 13        | Espen Valheim Daniel Jensen              | NOR        | 336.96    | 13        |           |          |
| 14        | Andryan Andryan Adityo Restu Putra       | INA        | 307.44    | 14        |           |          |